# مونرو، مین
مونرو (به انگلیسی: Monroe) یک شهرک در ایالات متحده آمریکا است که در شهرستان والدو، مین واقع شده‌است. مونرو ۱۰۱٫۰۹ کیلومتر مربع مساحت و ۸۹۰ نفر جمعیت دارد و ۱۱۳ متر بالاتر از سطح دریا واقع شده‌است.